# جيرارد فان دير ليندن
جيرارد فان دير ليندن (بالهولندية: Gerard van der Linden)‏ هو مجدف هولندي، ولد في 29 ديسمبر 1981 في روتردام في هولندا.

## وصلات خارجية
- جيرارد فان دير ليندن على موقع الاتحاد الدولي للتجديف (الإنجليزية)
- جيرارد فان دير ليندن على موقع اللجنة الأولمبية الدولية (الإنجليزية)
- جيرارد فان دير ليندن على موقع أوليمبيديا (الإنجليزية)